# OKO
OKO (ros. ОКО, wcześniej pod nazwą: 16a IBC Tower 1) – kompleks dwóch wieżowców w Moskwie, usytuowany na parceli nr 16 w Międzynarodowym Centrum Biznesowym. Obiekt został zaprojektowany przez biuro architektoniczne Skidmore, Owings and Merrill, a budowę ukończono w 2015.
Parcela nr 16, na której powstaje centrum mieszkaniowo-biurowe, składa się z dwóch części: 16a i 16b. W części 16a postawiono dwa wieżowce o wysokości 352 i 245 m (odpowiednio 85 i 49 kondygnacji), połączone siedmiokondygnacyjną częścią przyziemną. W części 16b zbudowano dwunastokondygnacyjny parking dla 3740 samochodów i trzygwiazdkowy hotel z 330 pokojami.

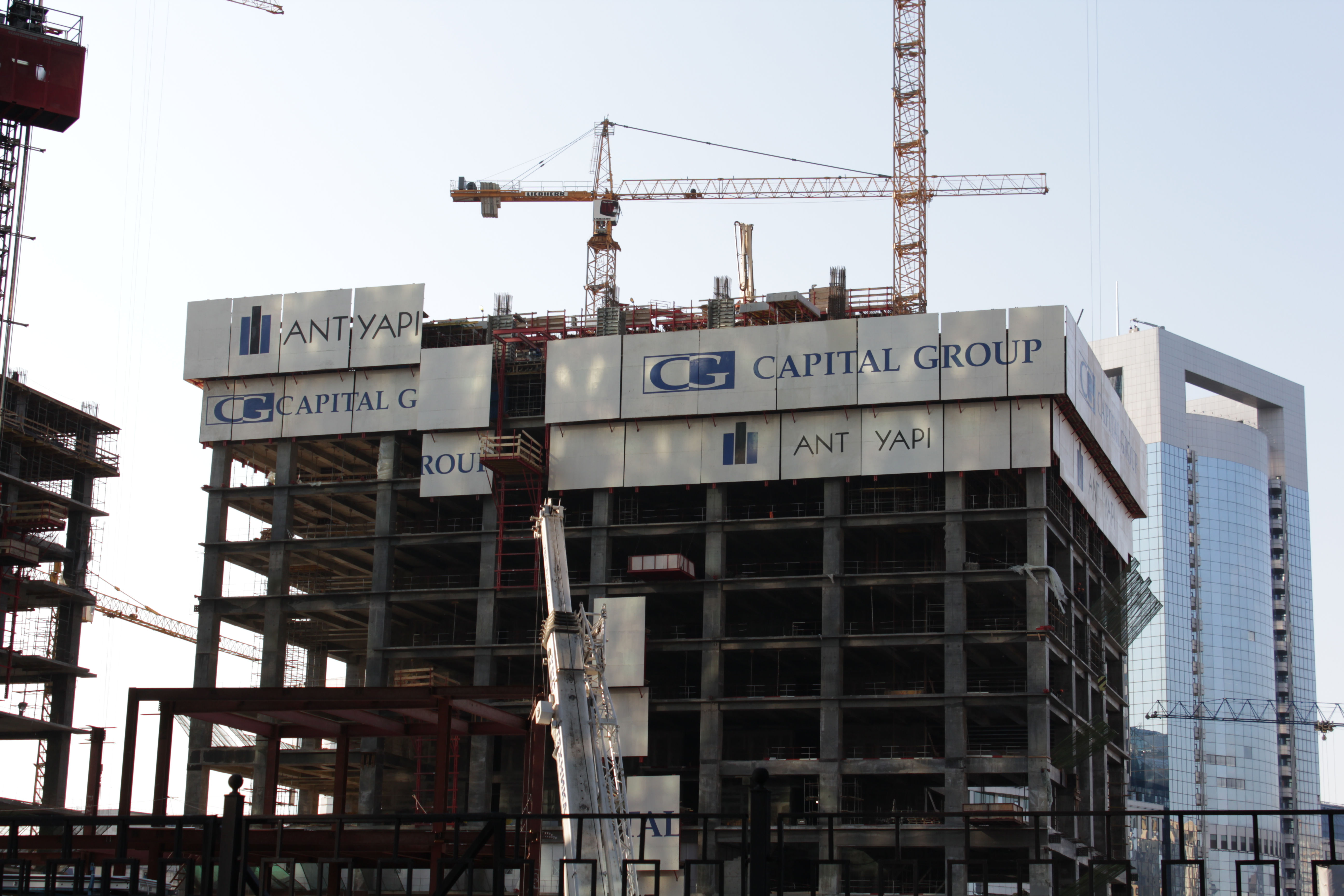
wrzesień 2012
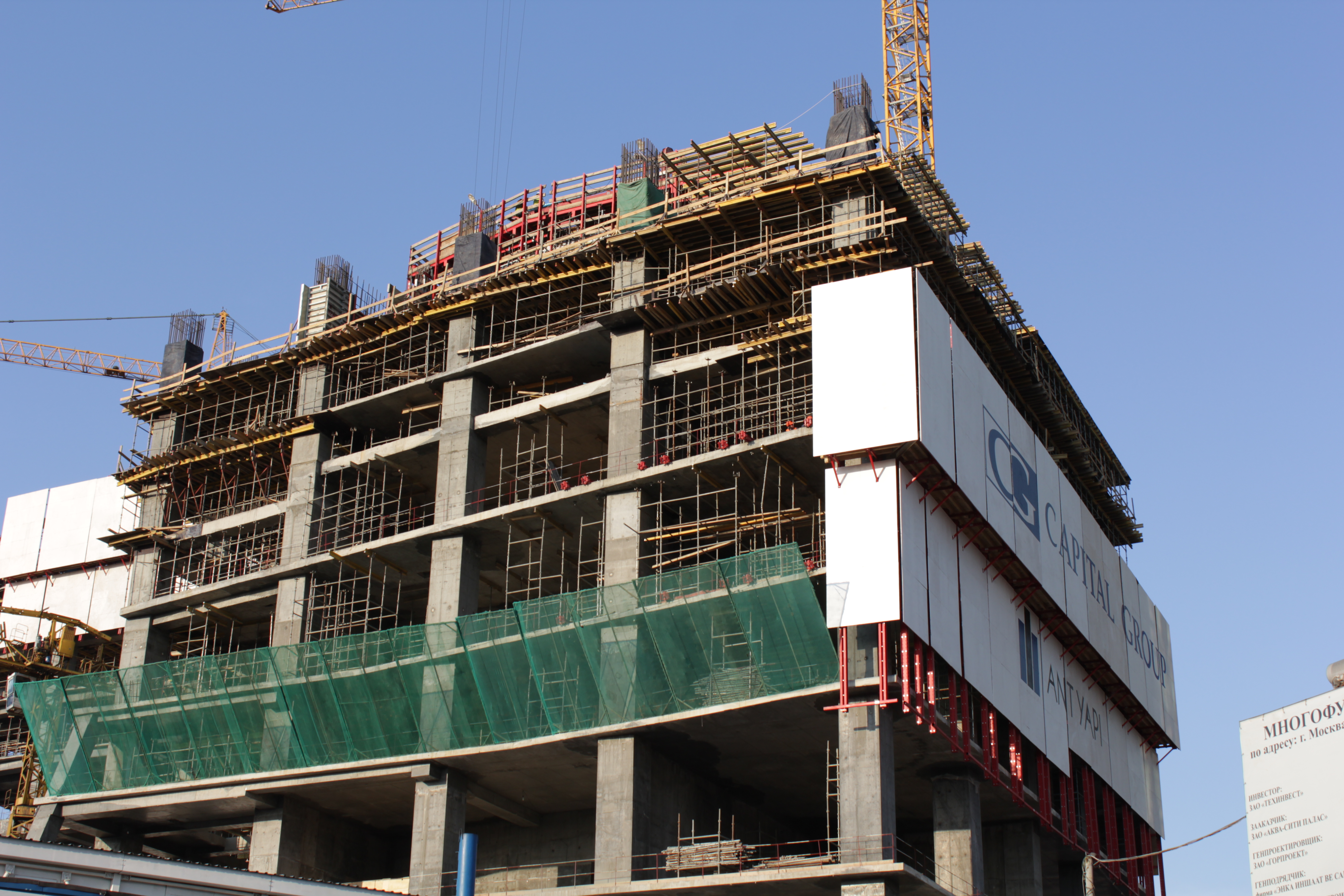
wrzesień 2012
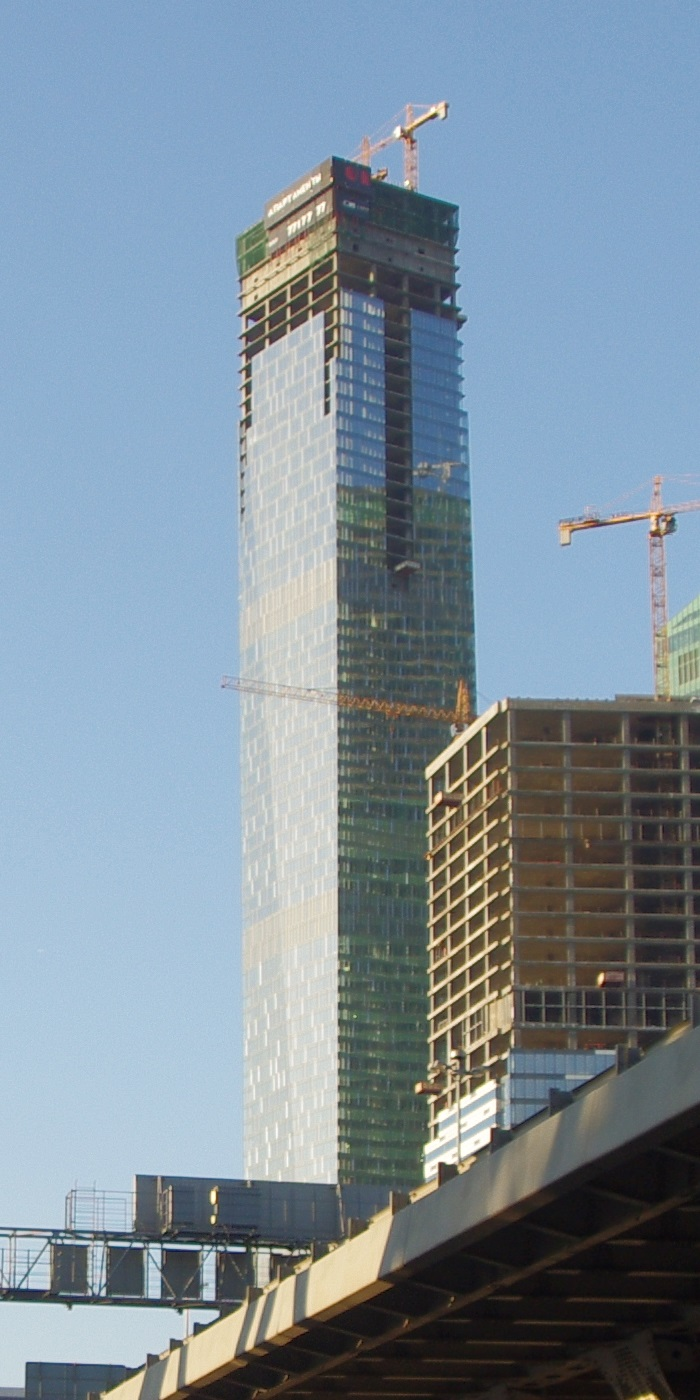
wrzesień 2014
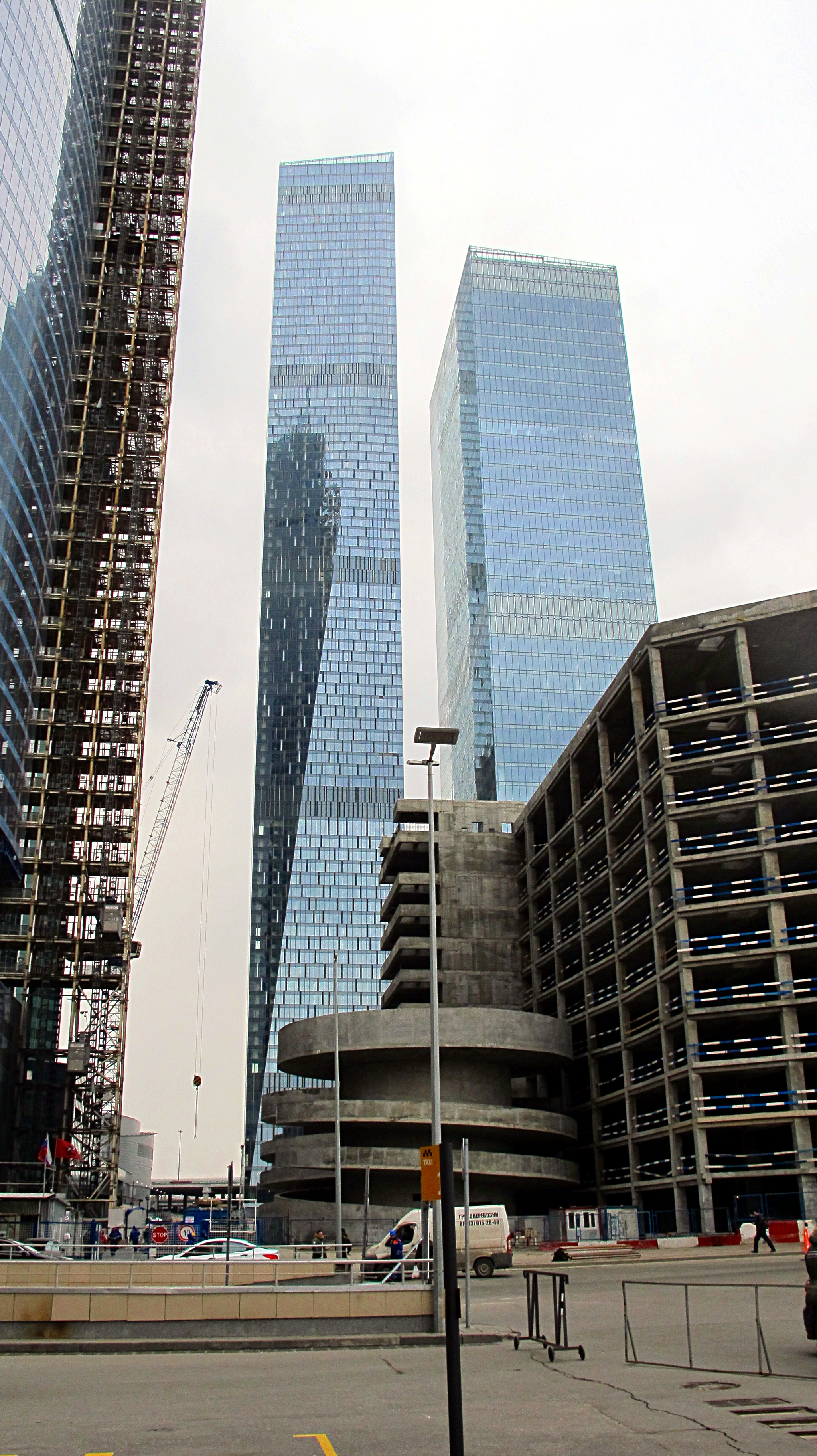
marzec 2016
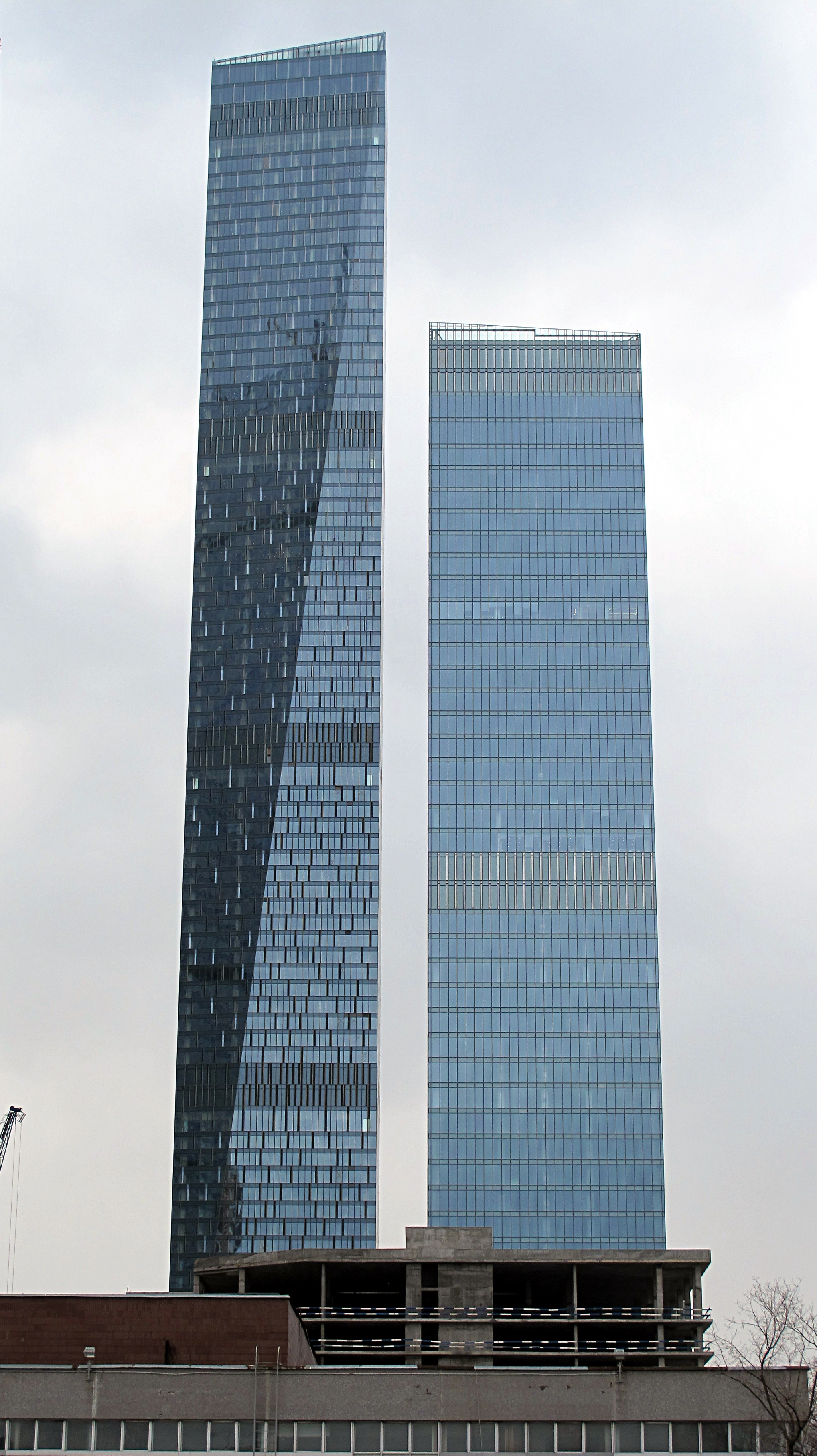
marzec 2016